# Татеяма (гора)
36°34′33″ пн. ш. 137°37′11″ сх. д. / 36.57583° пн. ш. 137.61972° сх. д.
Татеяма (яп. 立山, たてやま, досл. «стояча гора»)— гора, розташована на південному сході префектури Тояма в  Японії . Один з найвищих піків гірського хребта Гіда. Разом з горою Фудзі та горою Хаку, входить в число «Трьох Священних Гір». Сезон сходження починається в квітні і закінчується в листопаді. Перше сходження здійснив Саекі но Арійорі, у період Асука. 4 грудня 1934 року гору включено до складу Національного Парку Чюбу-Санґаку. Гора складається в основному з граніта і гнейса.

## Назва
Японська назва «Татеяма» складається з двох ієрогліфів, що означають «стояти» (立) і «гора» (山). Уряд префектури Тояма офіційно називає гору «Татеяма», а не «Тате», оскільки довколишнє селище також називається Татеяма. Татеяма — також назва невеликого вулкана, розташованого у 2 км на захід від гори.

## Географія

### Розташування
Гора Татеяма розташована в південно-східній частині префектури Тояма. Біля підніжжя гори розташовано селище Татеяма, до якого можна доїхати потягом зі столиці префектури — міста Тояма.

### Пам'ятки гори
Через гору проходить екскурсійний маршрут «Tateyama Kurobe Alpine», що користується великою популярністю у туристів.
На вершині гори розташоване святилище Ояма, де відвідувачі можуть отримати від священика благословення і філіжаночку гарячого саке. На вершині також розташована зона відпочинку, де можна купити їжу і сувеніри.
На плато Муродо розташовані торговий район і гарячі джерела Онсен.
У ясні дні з гори можна побачити водоспади Сьомьо — найвищі водоспади в Японії.

### Прилеглі гори

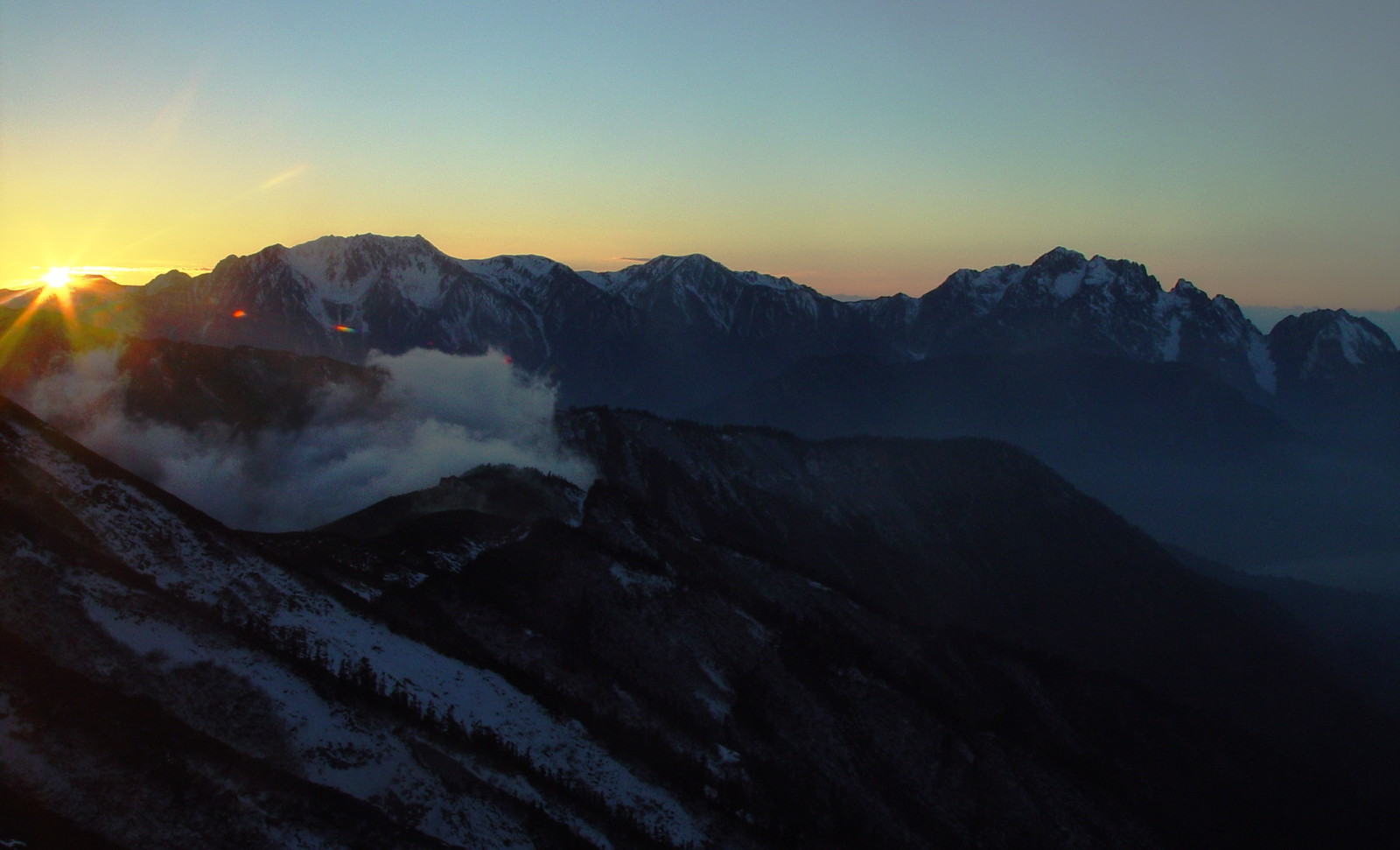
Гора Татеяма, Бессан і Цуругі,
вид з гори Касімаярі

| Фото | Гора                   | Висота | Відстань і напрямок від вершини | Примітки                                                                   |
| ---- | ---------------------- | ------ | ------------------------------- | -------------------------------------------------------------------------- |
|      | Гора Цуругі 剱岳       | 2999 м | 5,3 км на північ                | Входить у список 100 знаменитих гір Японії                                 |
|      | Гора Бессан 別山       | 2880 м | 2,4 км на північ                |                                                                            |
|      | Гора Татеяма 立山      | 3015 м |                                 | Входить у список 100 знаменитих гір Японії найвища гора в префектурі Тояма |
|      | Гора Рюо 龍王岳        | 2872 м | 1,7 км на південний захід       |                                                                            |
|      | Гора Харінокі 針ノ木岳 | 2820 м | 7,2 км на південний схід        | Входить до списку 200 знаменитих гір Японії                                |
|      | Гора Акаусі 赤牛岳     | 2864 м | 12,8 км на південь              | Входить у список 200 знаменитих гір Японії                                 |
|      | Гора Якусі 薬師岳      | 2926 м | 13,7 км на південний захід      | Входить у список 100 знаменитих гір Японії                                 |

### Річки
На схилах гори беруть початок кілька річок, які впадають в Японське море.
- Річка Хаяцукі
- Цуругісава, притока річки Куробе

## Вид на Гору Татеяма
| Вид з гори Хігасі-Ітінокосі | Вид з гори Бессан | Гора Татеяма і Гора Цуругі, вид з гори Дзії | Гора Татеяма і Гора Цуругі, вид з гори Асахі |
| --------------------------- | ----------------- | ------------------------------------------- | -------------------------------------------- |
|                             |                   |                                             |                                              |

#### Ресурси Інтернету
- Вікісховище має мультимедійні дані за темою: Татеяма (гора)
- Peakware.com [Архівовано 12 травня 2013 у Wayback Machine.]
- Summitpost.org [Архівовано 20 травня 2017 у Wayback Machine.]